# Daomé Francês
O Daomé francês foi uma colônia francesa e parte da África Ocidental Francesa de 1894 a 1958. Após a Segunda Guerra Mundial, pelo estabelecimento da Quarta República Francesa em 1947, o Daomé tornou-se parte da União Francesa com maior autonomia. Em 4 de outubro de 1958, a Quinta República Francesa foi estabelecida e a União Francesa tornou-se a Comunidade Francesa. A colónia tornou-se a República do Daomé autónoma dentro da Comunidade e, dois anos mais tarde, em 1 de agosto de 1960, conquistou a independência total (e mudou o seu nome para Benim em 1975).